# فرودگاه ماری-گالانت
فرودگاه ماری-گالانت (به انگلیسی: Marie-Galante Airport) یک فرودگاه همگانی با کد یاتا GBJ است که یک باند فرود آسفالت دارد و طول باند آن ۱۲۴۰ متر است. این فرودگاه در شهر جزیره گوادلوپ کشور فرانسه قرار دارد.